# 凯特·霍利伍德
凯特·霍利伍德（英語：Kate Hollywood，1986年5月28日—），澳大利亚前女子曲棍球运动员。她曾代表澳大利亚国家队参加2006年和2010年英联邦运动会曲棍球比赛，获得二枚金牌。